# Trương Tuấn (Tiền Lương)
Trương Tuấn (giản thể: 张骏; phồn thể: 張駿; bính âm: Zhāng Jùn) (307–346), tên tự Công Đình (公庭), hay còn gọi là Tây Bình Trung Thành vương (西平忠成公), thụy hiệu nhà Tấn ban cho) hay Lương Văn công (涼文公), thụy hiệu sử dụng trong nội bộ Tiền Lương) là người cai trị nước Tiền Lương trong lịch sử Trung Quốc. Dưới thời cai trị, ông nhiều lần sử dụng tước hiệu Tây Bình công do nhà Tấn phong, song khi buộc phải khuất phục trước Hán Triệu và Hậu Triệu, ông sử dụng tước hiệu Lương vương. Cuối thời ông cai trị, ngay cả khi không còn chịu áp lực của Hậu Triệu, ông xưng "Giả Lương Vương." Dưới thời con trai ông là Trương Tộ cai trị, ông được truy tôn là Lương Văn Vương (涼文王).

## Đầu đời
Trương Tuấn là con trai của Trương Thực (張寔), thứ sử Lương Châu (涼州, nay là trung bộ và đông bộ Cam Túc) và được ban tước hiệu Tây Bình công. Năm 320, Trương Thực bị các cận vệ Diêm Thiệp (閻涉) và Triệu Ngang (趙卬) ám sát, đứng đằng sau là pháp sư Lưu Hoằng (劉弘), người này đã tự tiên tri rằng mình sẽ là người cai trị Lương Châu. Em trai Trương Thực là Trương Mậu đã bắt giữ và hành quyết Lưu Hoằng cùng đồng phạm. Do Trương Tuấn khi ấy còn quá trẻ tuổi (13 tuổi), các thuộc hạ của Trương Thực đã yêu cầu Trương Mậu trở thành thứ sử. (Do Trương Mậu lúc đó tuyên bố một lệnh đại đặc xá, một thẩm quyền thường chỉ dành cho hoàng đế, nên đây được xem như là dấu mốc độc lập của Tiền Lương.) Trương Mạo phong Trương Tuấn làm tướng, và sau đó làm thế tử. Năm 324, Trương Mậu qua đời, Trương Tuấn lên kế vị. Do Trương Mậu trước đó đã khuất phục trước Hán Triệu và được phong tước hiệu Lương vương, Trương Tuấn cũng mang tước hiệu này, mặc dù trong nội bộ Tiền Lương, ông sử dụng tước hiệu được nhà Tấn ban cho là Tây Bình công.

## Thời kỳ đầu cai trị
Năm 326, Trương Tuấn lo sợ quân Hán Triệu, đã bắt buộc người dân ở các quận Lũng Tây (隴西) và Nam An (南安, nay tương ứng với Định Tây, Cam Túc) tái định cư đến kinh thành Cô Tang (姑臧, nay thuộc Vũ Uy, Cam Túc). Ông cũng tìm kiếm hòa bình với hoàng đế Thành Hán Lý Hùng và cố thuyết phục Lý Hùng trở thành chư hầu của Tấn. Lý Hùng đồng ý hoà bình song không thực sự trở thành một chư hầu của Tấn.
Năm 327, sau khi biết tin Hán Triệu thất trận trước Hậu Triệu, Trương Tuấn chối bỏ tất cả tước hiệu do Hán Triệu ban cho và quay trở lại với tước hiệu của nhà Tấn, và tấn công Tần Châu (秦州, nay là đông bộ Cam Túc) của Hán Triệu. Hoàng thân Hán Triệu là Lưu Dận (Hán Triệu (劉胤) đã phản công và sau đó đánh bại quân Tiền Lương của tướng Hàn Phác (韓璞), chiếm toàn bộ lãnh thổ Tiền Lương ở phía nam Hoàng Hà và tiếp tục vượt sông, song không tiến xa hơn. Tuy nhiên, Trương Tuấn đã không khuất phục trước Hán Triệu. Sau đó Hán Triệu đã tan rã và rơi và tay Hậu Triệu năm 329 khi hoàng đế Lưu Diệu bị quân Hậu Triệu bắt, Tiền Lương vì thế đã có thể lấy lại được vùng đất ở phía nam Hoàng Hà. Năm 330, hoàng đế Thạch Lặc của Hậu Triệu cử sứ thần đến thuyết phục Tiền Lương chịu khuất phục (bằng cách ban các danh dự cho ông, bao gồm cửu tích), song Trương Tuấn từ chối và bắt giữ sứ thần của Thạch Lặc. Tuy nhiên, đến cuối năm, sau khi tướng Hậu Triệu là Hà Đông vương Thạch Sinh (石生) đánh bại tộc trưởng Hung Nô Thạch Khương (石羌), Trương Tuấn đã trở nên kinh hãi và khuất phục Hậu Triệu.
Năm 333, Hậu Triệu biến động sau cái chết của Thạch Lặc và cuộc chính biến của cháu trai ông ta là Thạch Hổ, một số tướng Hậu Triệu đã nổi loạn và cố tìm kiếm hỗ trợ từ Tấn và Tiền Lương. Tiền Lương đã cố liên minh với một trong các tướng này, tộc trưởng người Đê Bồ Hồng (蒲洪). Tuy nhiên, sau khi Thạch Hổ giành chiến thắng trước hầu hết các tướng khác, Bồ Hồng đã khuất phục Thạch Hổ. Tuy nhiên, Thạch Hổ không xem xét đến việc đánh Tiền Lương, và do vậy Tiền Lương và Hậu Triệu không giao chiến trong nhiều năm, đến năm 335, lãnh thổ của Trương Tuấn được mô tả là giàu có và lớn mạnh, một số tiểu vương quốc ở Tây Vực cũng khuất phục bằng việc nạp triều cống cho ông. Trương Tuấn gửi một kế hoạch cho Tấn Thành Đế yêu cầu hợp quân đánh Hậu Triệu, Thành Hán, song Thành Đế đã không thực hiện kế hoạch này.

## Thời kỳ trị vì cuối
Năm 339, Trương Tuấn chuyển một số quyền lực của mình cho thế tử Trương Trọng Hoa. Năm 340, ông dâng triều cống cho Thạch Hổ, song trong thư ông đã dùng lời lẽ kiêu ngạo. Thạch Hổ giận dữ và muốn giết chết sứ thần, song quan của Thạch Hổ là Thạch Phác (石璞) đã thuyết phục được ông ta bỏ qua chuyện này.
Năm 344, một trận chiến giữa Hậu Triệu và Tiền Lương đã được ghi lại, điều này cho thấy mối quan hệ giữa hai bên không còn hòa bình như trước.
Đầu năm 346, Trương Tuấn tấn công vương quốc Yên Kỳ (焉耆, nay là Châu tự trị dân tộc Mông Cổ-Bayingholin, Tân Cương), và Yên Kỳ đã khuất phục ông. Thời điểm này, ông lấy tước hiệu là Giả Lương Vương (假涼王) và thi hành các tác phong của một hoàng đế.
Vào mùa hè năm 346, Trương Tuấn qua đời, thọ 40 tuổi. Trương Trọng Hóa lên ngôi kế vị.

## Niên hiệu
Hầu hết các nguồn sử liệu đều cho rằng Trương Tuấn, cũng như cha Trương Thực và chú Trương Mậu, tiếp tục dùng niên hiệu của Tấn Mẫn Đế là Kiến Hưng (để thể hiện họ vẫn trung thành với Tấn song độc lập với Tấn Nguyên Đế và những người kế vị ông ta) song một số nguồn lại cho rằng ông đã cải sang niên hiệu Thái Nguyên (太元 tài yuán 324–346). Một thuyết hiện nay cho rằng Thái Nguyên là niên hiệu ông sử dụng trong nội bộ Tiền Lương, còn khi giao thiệp với các nước khác, ông sử dụng niên hiệu Kiến Hưng.